# Ciel
Ciel era una comuna francesa que estaba situada en el departamento de Saona y Loira, de la región de Borgoña-Franco Condado, que el 1 de enero de 2025 pasó a formar parte de la comuna nueva de Verdun-Ciel.

## Demografía
| Gráfica de evolución demográfica de Ciel entre 1800 y 2022 |
|                                                            |

Los datos demográficos contemplados en este gráfico de la comuna de Ciel se han cogido de 1800 a 1999 de la página francesa EHESS/Cassini, y los demás datos de la página del INSEE.